# 底夸克
（中国大陆又称“底夸克”）是帶有電荷−1⁄3 e的 第三代夸克，曾稱美夸克（beauty quark）。雖然量子色動力學描述每一種夸克的方法都很類似，由於底夸克帶有很大的裸質量（約為4.2 GeV/c2，:135稍微多過質子質量的四倍)，而且CKM矩陣的元素Vub與Vcb的數值很小，因此底夸克擁有獨特的標籤。當做實驗時，使用一種稱為底貼籤的技術，可以很容易地辨識出它的蹤跡。由於CP破壞涉及到三代的夸克，因此研究CP破壞比較合適使用的粒子是含有底夸克的介子。BaBar实验、Belle實驗與LHCb實驗都正在進行這類實驗。
幾乎所有頂夸克的衰變都會產生底夸克，希格斯玻色子的衰變也常會產生底夸克。1973年，為了解釋CP破壞，物理學者小林誠與益川敏英預言底夸克的存在。海姆·哈拉里在1975年將這粒子命名為底夸克。費米實驗室的利昂·萊德曼研究團隊於1977年做通過粒子碰撞實驗製成 底夸克偶素，從而發現底夸克。 由於「发现对称性破缺的来源，并预测了至少三大类夸克在自然界中的存在」，小林誠與益川敏英榮獲2008年諾貝爾物理學獎。
有一些學者稱底夸克為「美夸克」，但至今為止，「底夸克」仍舊是最常用的名稱。
通過弱相對作用，底夸克可以衰變為上夸克或粲夸克。這類衰變被CKM矩陣所抑制（Vub=0.0040、Vcb=0.04，數值很小）。底夸克很想衰變為頂夸克（Vtb=0.9991），但是由於底夸克的質量小於頂夸克，因此不能衰變為頂夸克，所以，底夸克的平均壽命為比較長的1.3×10−12 s，而每當底夸克衰變時，它比較常衰變為粲夸克。
:327-329

## 含有底夸克的強子
以下列出一些含有底夸克的強子：
- B介子含有一個底夸克（或反底夸克）與一個上夸克或下夸克。
- B
c介子含有一個底夸克與粲夸克。
- B
s介子含有一個底夸克與一個奇夸克。
- 有很多種底夸克偶素態，例如 
ϒ
介子、大型強子對撞器首先發現的粒子 χb(3P)。它們都是由一個底夸克與反底夸克形成的粒子。
- 含有底夸克的重子已被觀測到，它們的命名方式與奇重子類似，例如
Λ0
b。

## 參閱
- 夸克模型

## 延伸閱讀
- L. Lederman. . Scientific American. 1978, 239 (4): 72. doi:10.1038/scientificamerican1078-72.
- R. Nave. . HyperPhysics. Georgia State University, Department of Physics and Astronomy.   [2008-06-29]. （原始内容存档于2015-09-05）.
- J. Yoh.  (PDF). Proceedings of Twenty Beautiful Years of Bottom Physics. Fermilab. 1997  [2009-07-24]. （原始内容存档 (PDF)于2018-08-08）.

## 外部連結
- 發現底夸克的歷史 （页面存档备份，存于）